# Ser (semanario)
Ser fue un periódico publicado en Santiago de Compostela entre 1935 y 1936.

## Historia y características
Subtitulado Semanario Gallego de Izquierdas, apareció en marzo de 1935. Fue dirigido por Ramón Suárez Picallo y entre sus colaboradores se encontraban Roberto Blanco Torres, Eduardo Blanco Amor, Plácido Castro, Camilo Díaz Baliño, Francisco Fernández del Riego, Ánxel Fole, Carlos Maside, Lois Peña Novo, Luis Seoane, Antonio Villar Ponte y Fernando Barcia Veiras. Analizó las posibles reformas de la Constitución de la República para atender las propuestas de las comunidades históricas, las alianzas entre los partidos de izquierda, la situación de la CNT y los sindicatos, el ferrocarril y la universidad.